# متانکس
متانکس (انگلیسی: Methanex) شرکت صنایع شیمیایی کانادایی است، که در سال ۲۰۰۰ تأسیس شد.